# Edward Peter Cullen
Edward Peter Cullen (ur. 15 marca 1933 w Filadelfii, zm. 9 maja 2023) – amerykański duchowny rzymskokatolicki, w latach 1998–2009 biskup diecezjalny Allentown. 

## Życiorys
23 września 1961 przyjął święcenia diakonatu, których udzielił mu Francis James Furey, ówczesny biskup pomocniczy Filadelfii. Prezbiterem został 19 maja 1962, święceń udzielił mu John Krol, arcybiskup metropolita Filadelfii, późniejszy kardynał. 8 lutego 1994 papież Jan Paweł II mianował go biskupem pomocniczym Filadelfii ze stolicą tytularną Paria in Proconsolare. Sakry udzielił mu 14 kwietnia 1994 kardynał Anthony Bevilacqua, arcybiskup Filadelfii. 16 grudnia 1997 został przeniesiony na urząd biskupa diececjalnego Allentown, jego ingres do tamtejszej katedry nastąpił 9 lutego 1998. W marcu 2008 osiągnął biskupi wiek emerytalny (75 lat) i przesłał do Watykanu swoją rezygnację, którą papież Benedykt XVI przyjął z dniem 27 maja 2009. Od tego czasu pozostaje biskupem seniorem diecezji. 